# Чонджон (ван Чосона)
Чонджон (кор. 정종, 定宗, Jeongjong) — 2-й ван корейского государства Чосон, правивший в 1398—1400 годах. Имя — Банхва (кор. 이방과, 李芳果, I Bang-gwa).
Посмертный титул — Сунхё-тэван.

## Семья
- Отец: король Чосон Тхэджо (조선 태조) (4 ноября 1335 - 27 июня 1408) [2]
  - Дедушка: Ли Джачхун, король Чосона Хванджо (조선 환조 이자춘) (1315 - 1 января 1361)
  - Бабушка: королева Ыйхе из клана Ёнхын Чхве (의혜왕후 최씨)
- Мать: королева Синый из клана Чхонджу Хан (신의왕후 한씨) (сентябрь 1337 г. - 21 октября 1391 г.)
  - Дедушка: Хан Гён, Внутренний принц Анчхон (안천부원군 한경)
  - Бабушка: Госпожа Шин из клана Сакнён Шин (삭녕 신씨) [3]

### Супруги и их дети
- Королева Чонган из клана Кёнджу Ким (정안왕후 김씨) (22 января 1355 г. - 2 августа 1412 г.) [4] [5] - Нет детей.
- Королевская благородная супруга Сон из клана Чхунджу Джи (성빈 지씨) [6]
  1. Ли Хусен, принц Докчхон (덕천군 이후생) (1397–1465), одиннадцатый сын [7]
  2. Ли Мальсен, принц Допхён (도평군 이말생) (1402 г. -?), тринадцатый сын [8]
- Королевская супруга Сук-ый из клана Чхунджу Джи (숙의 지씨) (? - 1457) [6] [9]
  1. Ли Вонсен, принц Ыпён (의평군 이원생) (? - 1461), второй сын [10] [11] [12]
  2. Ли Мусен, принц Сонсон (선성군 이무생) (10 декабря 1396 г. - 7 июля 1460 г.), пятый сын [13]
  3. Ли Хосен, принц Имсон (임성군 이호생) (? - 1460), двенадцатый сын [14] [15] [16]
  4. Принцесса Хамьянг(함양옹주), первая дочь [17] [18] [19] [20]
- Королевская супруга Сук-ый из клана Хэнджу Ги (숙의 기씨) (? - 1457) [21]
  1. Ли Гунсен, принц Сунпхён (순평군 이군생) (? - 1456), третий сын [11] [22]
  2. Ли Ыйсен, принц Кымпён (금평군 이의생) (? - 1435), четвертый сын [11]
  3. Принцесса Сукшин (숙신옹주) (1401 - ?), вторая дочь [23]
  4. Принцесса Докчхон (덕천옹주), третья дочь [24] [18] [25]
  5. Принцесса Госон (고성옹주), четвертая дочь [26] [27] [18] [28] [29]
  6. Ли Юнсен, принц Чонсок (정석군 이융생) (1409–1464), пятнадцатый сын [30]
  7. Ли Сонсен, принц Мурим (무림군 이선생) (1410–1475), шестнадцатый сын [31]
  8. Принцесса Санвон (상원옹주), пятая дочь [32] [18] [33] [34]
  9. Принцесса Чонсан (전산옹주), шестая дочь [35] [36] [18] [37] [38]
- Королевская супруга Сук-ый из клана Нампён Мун (숙의 문씨)
  1. Ли Гвисен, принц Чонгый (종의군 이귀생) (1393–1451), пятый сын [39]
- Королевская супруга Сук-ый из клана Хэпён Юн (숙의 윤씨) (1368–1417) [40]
  1. Ли Доксен, принц Судо (수도군 이덕생) (? - 1449), шестой сын [41]
  2. Ли Ноксен, принц Имеон (임언군 이녹생) (1399–1450), девятый сын [42] [43]
  3. Ли Боксен, принц Сокбо (석보군 이복생) (? - 1447), десятый сын [44]
  4. Ли Босен, принц Чанчхон (장천군 이보생), четырнадцатый сын [45]
  5. Принцесса Инчхон (인천옹주) (1401 - ?), седьмая дочь [18] [46] [47]
  6. Принцесса Хаман (함안옹주), восьмая дочь [18] [48] [49]
- Королевская супруга Сук-ый из клана Пхёнчхан И (숙의 이씨) (? - 1443)
  1. Ли Чонсен, принц Джиннам (진남군 이종생) (1406–1470), седьмой сын [50]
- Королевская госпожа Гаый из клана Ю (가의궁주 유씨)
  1. Ли Бульно (이불노) (1388–1410) - непризнанный первый сын
- Чо Гун-джан (초궁장) [51]

## В массовой культуре
Сериал "Шесть летающих драконов / Yukryongi nareusya" (2015, Южная Корея)
Сериал "Тхэджон Ли Бан Вон / Taejong Lee Bangwon" (2021, Южная Корея)